# Трошково
Трошково (на руски: Трошково) е село в Раменски район, Московска област, Русия. Населението му през 2010 година е 731 души.

## География

### Разположение
Трошково е разположено в източната част на Московска област, на брега на река Гжелка. Надморската му височина е 130 метра.

### Климат
Климатът в Трошково е умереноконтинентален (Dfb по Кьопен) с горещо и сравнително влажно лято и дълга студена зима.